# すみれ September Love
「すみれ September Love」（すみれ セプテンバー・ラブ）は、日本のロックバンドである一風堂の楽曲。
1982年7月21日にEPIC・ソニーレコードから6枚目のシングルとしてリリースされた。前作「ふたりのシーズン」（1982年）よりおよそ3か月振りにリリースされたシングルであり、作詞は竜真知子、作曲および編曲は土屋昌巳が担当している。
カネボウ化粧品の秋のキャンペーンソングとして企画された楽曲であり、レコード会社や所属事務所の思惑によって制作された楽曲であるが、当初土屋は「絶対に売れないだろう」と思っていたと述べている。レコーディング時は多忙のため時間がなく、土屋がサンプラーを使用してほぼ一人で打ち込みを行って完成させている。
カネボウ化粧品「レディ80・パウダーアイシャドウ」のコマーシャルソングとして使用され、アメリカ合衆国の女優であるブルック・シールズが出演したことで話題となった。結果として本作はオリコンチャートにて最高位第2位となり、売り上げ枚数は約45万枚となった。オリジナル・アルバムには未収録となったが、本作のヒットを受けてリリースされた初のベスト・アルバム『LUNATIC MENU』（1982年）に収録された。
1997年にはヴィジュアル系バンドであるSHAZNAによってカバーされ、オリコンチャートにて初登場2位となり売り上げ枚数は67万枚となった（後述）。

## 背景
2枚目のアルバム『REAL』（1980年）リリース後、程なくしてベース担当の赤尾敬文が脱退、一風堂は土屋昌巳、見岳章、藤井章司の3人編成となり、ライブ活動が困難となったため活動休止状態になる。3枚目のアルバム『RADIO FANTASY』（1981年）リリース後、同年8月から土屋は矢野顕子の全国コンサートツアー「また会おね」にギタリストとして参加し、坂本龍一や村上秀一、仙波清彦などと共に全国40か所前後を巡ることになったほか、同時期に土屋は坂本のアルバム『左うでの夢』（1981年）にコーラスとして参加している。11月には新宿ツバキハウスで開催されたMELONのライブに土屋が参加し、イベントのために来日していたイギリスのロックバンドであるジャパンのメンバーが楽屋を訪れたことから土屋は初めてジャパンのメンバーと邂逅することとなる。12月にはEPIC / CBS U.K.からシングル「ふたりのシーズン」がイギリスにてリリースされ、また同国の公共放送であるBBCにて一風堂のプロモーション・フィルム『COSMIC CYCLE』が頻繁に放送され話題となる。
1982年1月22日にはイギリスにおいても『RADIO FANTASY』がリリースされることになり、またイギリス以外でもカナダ、オーストラリア、ドイツなどでもリリースされることとなった。また、同時期に土屋はカルピスの清涼飲料水「B&L」のコマーシャルソングとして使用されたキム・ワイルドの楽曲「ビター・イズ・ベター」（1982年）の作曲およびプロデュースのため渡英、現地にて土屋は一風堂のプロモーション活動も行った。1月30日からは土屋初のソロ・アルバム『RICE MUSIC』のレコーディングがロンドンのエアー・スタジオにて開始、4月1日には日本国内においてシングル「ふたりのシーズン」がリリースされ、同月には『RICE MUSIC』収録曲のための土屋と坂本のセッションがCBSソニー・六本木スタジオにて行われた。5月にはMELONのファースト・アルバムのレコーディングのため土屋は渡米、さらにTHE MODSのアルバム『LOOK OUT』（1982年）のプロデュースを行う。6月21日には土屋のソロ・アルバム『RICE MUSIC』（1982年）がリリースされ、6月25日から7月28日までは高橋ユキヒロの初のソロ・コンサートツアーにギタリストとして参加した。一風堂が活動休止状態となっていたため見岳は1年ほど土屋と全く会っておらず、一風堂は解散すると思っていたことから作曲家としての道を歩むために自宅にてデモテープなどを制作していたと述べている。

## 録音、制作
本作はカネボウ化粧品の秋のキャンペーンソングとして企画され制作が開始された。一風堂がコマーシャルソングを手掛けることになった経緯について、土屋はレコード会社や所属事務所がバンドに対する投資分を回収したいとの思惑があったのではないかと述べているが、土屋は「絶対に売れないだろう」と思っていたとも述べている。また、実績がないバンドに対して海外レコーディングを許可してくれたレーベルに対する恩返しの意味があったとも言われている。土屋は元々周囲に対して「僕らの音楽は宣伝すれば絶対売れますから」と断言していたが、本作に関してはスタッフ側が曲の完成後に注文や修正依頼は一切受け付けないというスタンスで売り込みをかけており、「これが僕らのベストですから、これでダメなら他の人にしてください」とメーカー側に打診していたと述べている。見岳は当初土屋のソロ・プロジェクトであると思っていたが、本作の企画で久しぶりに声が掛かったと述べている。藤井によれば同キャンペーンソングのコンペティションにおいて、最終選考で大物の女性シンガーソングライターと一風堂の一騎打ちになった結果本作が採用されたという。
本作は作曲が先行して行われ、歌い込まなければならないフレーズの制作や後からの修正依頼を受け付けないという条件があったため、歌詞は作詞家の竜真知子に依頼することになった。また、外国人女優を起用した大がかりなコマーシャル企画のため半端なことはできないとの判断から、企画を引き受けた時点で作詞は拒否し自身の責任は曲作りとサウンドのみに絞る意図があったと述べ、またこの時点で土屋は竜との面識もなかったと述べている。メーカー側へのプレゼンを兼ねた最初のレコーディングはアルファレコード所有のスタジオ"A"で行われており、曲全体の半分ほどはスタジオにて作り上げられた。土屋によれば本番のレコーディングもスタジオ"A"にて大半が行われ、松武秀樹が制作した試作のサンプラーを使用してドラムスのパートも土屋がすべて打ち込みで制作したと述べている。本作において使用された松武自作のサンプラーはLMD-649であり、それまでは見岳が手弾きで演奏していたために土屋はこの装置の存在が大きかったと述べ、「テクノロジーによって音が変わっていく印象がありました。それまでキックひとつ決めるにも、スタジオやキットを選んだり、大変だったわけですよ。その最良の状態をサンプルして鳴らすことができた」とコメントしている。また、本作リリース後にソニーはCDの販売を開始、アナログからデジタルへの大転換期になっていったと土屋は述べ、同時期にソニーがデジタル・レコーダーであるPCM-3324を発売、一風堂もテスト録音を行い様々な意見をソニー側に提出したと述べている。その他、レコーディング当時は時間がなく、あらゆる面において多忙であったために綱渡りのような状態で完成した作品であるとも土屋は述べている。
レコーディングにおいて見岳は藤井とは会わずにそれぞれが個別でレコーディングを行ったことや、PCMドラムを使用した記憶があると述べている。見岳が参加した時点ではすでにイントロのキーボードは完成しており、アレンジも7～8割程度完成している状態であったという。そのため見岳は手弾きでブロックコードを追加したことと間奏のヴァイオリンのみ担当し、ベースは土屋が担当していたと述べている。ドラムスは藤井が叩いたキックとスネアドラムの音をサンプリングしたものをPCMにトリガーで出したものを使用している。藤井はサンプリングを使用したレコーディングが初めてであったと述べており、自身がチューニングしたバスドラムやスネアドラムを複数のバリエーションで録音し、曲を再生しながらシンバルなどの上ものを追加していく方法に新鮮さを感じ、「あの録音は面白かった」と後に述べている。本作はポップでキャッチーな楽曲ではあるが間奏部分のギターがノイジーである理由として、土屋はニュー・ウェイヴの要素を表現する目的であり、「僕たちヘンなんだよ」という姿勢をアピールする狙いがあったと述べている。また、本作をAMラジオなどのモノラル音源で再生すると位相の関係でギター音が全面に出るという聴覚トリックを使用した仕掛けが施されており、これに対して土屋はローリング・ストーンズの「サティスファクション」（1965年）をラジオで聴いた原体験に基づいて採用したと述べたほか、本作のレコーディングではリバーブを逆回転で使用するなど実験的なレコーディングであったとも述べている。

## リリース、メディアでの使用
本作はシングルとして1982年7月21日にEPIC・ソニーレコードから7インチレコードにてリリースされ、同年にヨーロッパにおいてもリリースされた。2003年12月16日には食玩CD「J'sポップスの巨人たち 80'sポップス編」としてブルボンから8センチCDにて再リリースされ、カップリング曲が土屋のソロ楽曲「東京バレエ」に変更された。
本作はカネボウ化粧品の秋のキャンペーンソングとして使用された。CMにはイメージ・キャラクターとしてアメリカ合衆国の女優であるブルック・シールズが起用され、ギャランティーが1億円であったことが話題となり、本作のチャート順位も8月以降に上昇し始めることとなった。土屋によればシールズが出演している映像部分は歌詞が完成する前の音源のみの状態で撮影が行われており、竜はその映像を見て作詞を行ったのではないかと述べている。また、本作のヒットを受けて一風堂初のベスト・アルバム『LUNATIC MENU』（1982年）が同年9月22日にリリースされることになった。
CM公開前に先行してシングル盤がリリースされたが、当初は全く売れず広告代理店から「発売してから2週間、ぜんぜん売れない。エピックは宣伝してるんですか?」というクレームがレコード会社側に寄せられたという。しかしスタッフ側は間違いなく売れる曲であるとして楽観視しており、当時スタッフであった会田晃は曲の構成の良さや使途を理解した上で制作された楽曲であることから土屋に対して「プロ中のプロだと思いましたよ」と述べている。またミュージック・ビデオを制作する案は出されたものの、すでに売り上げが向上していたことから改めて宣伝する必要がないと判断されて制作は断念することとなった。

## ライブ・パフォーマンス、チャート成績
本作リリース後の同年10月1日より、土屋はイギリスのロックバンドであるジャパンの解散コンサートツアー「SONS OF PIONEER TOUR」にギタリストとして参加することになった。同ツアーはストックホルムを皮切りにヨーロッパ各地や香港、日本を含む44回の公演が行われ、最終地となる日本における日本武道館公演では坂本龍一および高橋幸宏、矢野顕子も客演として登場、またジャパンは名古屋公演において正式に解散を表明した。10月11日には本作がオリコンシングルチャートにて最高位第2位を獲得、さらにオリコンアルバムチャートにおいて『LUNATIC MENU』が第3位を獲得する。結果として同チャートにおいて本作のシングル盤は登場週数19回で売り上げ枚数は45.2万枚となった。本作のヒットにより一風堂はテレビ番組出演が飛躍的に増加し、TBS系音楽番組『ザ・ベストテン』（1978年 - 1989年）において10月7日に第6位にランクインして初登場する。土屋はジャパンのツアーに参加中であったためロンドンからの中継で出演し、ジャパンのメンバーによるコメントも紹介されたため洋楽ファンも注目することとなった。同番組では翌週10月14日には第2位となり、10月21日に第1位を獲得した。その後も10月28日および11月4日には第2位、11月11日には第5位、11月18日には第6位、11月25日には第7位、12月2日には第10位と9週間に亘ってランクインし続けた。
また、日本テレビ系音楽番組『ザ・トップテン』（1981年 - 1986年）においては10月11日に第8位で初登場、その後も10月18日に第7位、10月25日および11月15日に第5位、11月22日に第7位、11月29日に第8位とランクインした。当時土屋が日本国外に滞在していることが多かったため、テレビ番組には見岳および藤井の2名のみが出演する機会が多くなっていた。場合によってはマスター・テープから両名のパートの音のみ削除した音源を流した上で両名の生演奏を合わせることや、土屋のみがロンドンから曲のカラオケに合わせて当て振りを行うこと、また第1位獲得を願って見岳と藤井がスタジオで餅つきを行うこともあった。売り上げ枚数は一説には80万枚とも言われるほどの大ヒットとなったが、土屋は日本に滞在していないことが多く、当時多忙であったため他人事のように感じていたという。また、当時の土屋はジャパンのドラマーであったスティーヴ・ジャンセンと共にする時間が多く、本作のヒット後に藤井が一風堂を脱退することになる。土屋が国外からの中継で出演していたことに関し、見岳は「ヒット曲が出た時、本人はワールド・ツアー中ってかっこよすぎだよね。本当、あの時の土屋氏ってYMOに迫る勢いで、凄かったですね」と述べている。
1983年4月23日にはフジテレビ系深夜番組『オールナイトフジ』（1983年 - 1991年）に出演し、本作を含む数曲を演奏した。本作がヒットしたことにより、スタッフ側からも一風堂を大きく売り出していく案が出されたが、その後一風堂が本作の路線を引き継がなかったことに対して、土屋が自身でコントロール出来る作品で勝負したいとの思惑や周囲に対する過剰なサービスは不必要であるとの判断があったのではないかと当時スタッフであった会田は推測し、土屋が売り上げよりもアーティストであることを選んだ結果ではないかと述べている。

## カバー
- カブキロックス
  - 「すみれ September Love」をカバー。シングル「お江戸-O・EDO-」（1990年）カップリング曲。
- SONS OF NICE YOUNG（川辺ヒロシ+クボタタケシ）
  - 「すみれ September Love」をカバー。アルバム『SONS OF NICE YOUNG』（1996年）収録。
- SHAZNA
  - 「すみれ September Love」をカバー。シングルA面曲（1997年）、後述。
- September
  - 「すみれ September Love」をカバー。アルバム『FLOWERs』（2008年）収録。
- メガマソfeat. IZAM
  - 「すみれ September Love」をカバー。アルバム『Loveless, more Loveless』（2011年）収録[20][21]。
- 多和田えみ
  - 「すみれ September Love」をカバー。アサヒビール「カクテルパートナー フワリッチ」のコマーシャルソング（2011年）として使用[22]。
- 一十三十一
  - 「すみれ September Love」をカバー。アルバム『YOUR TIME Route1』（2012年）収録[23]。
- FEMM
  - 「すみれ September Love」をカバー。アルバム『80s / 90s J-POP REVIVAL』（2017年）収録[24][25]。
- 儒烏風亭らでん
  - 「すみれ September Love」をカバー。2023年9月11日、自身のYouTubeチャンネル「Raden Ch. 儒烏風亭らでん‐ ReGLOSS」に歌ってみたとしてアップロードされた[26]。そのほか、2025年2月4日に同チャンネルで配信された自身の誕生日ライブ配信「初！生誕ライブ～ここで出会ったのもなにかのご縁～」[27]においては、SHAZNAによるカバー版で生歌唱された[28]。また、このライブ配信終了後に同バンドのボーカル担当のIZAMが同ライブのハッシュタグ「#らでん生誕祭2025」に反応し[29]、儒烏風亭と引用リポストで感謝を述べるなどのやりとりをした[30][31]。

## シングル収録曲

### オリジナル盤
- レコード付属の歌詞カードに記載されたクレジットを参照[32]。また、B面曲はインストゥルメンタルになっている。

| #         | タイトル                     | 作詞      | 作曲      | 編曲      | 時間 |
| --------- | ---------------------------- | --------- | --------- | --------- | ---- |
| 1.        | 「すみれ September Love」    | 竜真知子  | 土屋昌巳  | 土屋昌巳  | 3:48 |
| 2.        | 「ルナティック・シャドウズ」 |           | 土屋昌巳  | 土屋昌巳  | 3:03 |
| 合計時間: | 合計時間:                    | 合計時間: | 合計時間: | 合計時間: | 6:51 |

### 2003年盤
- 食玩CD付属の歌詞カードに記載されたクレジットを参照[33]。

| #         | タイトル                     | 作詞      | 作曲      | 編曲      | 時間 |
| --------- | ---------------------------- | --------- | --------- | --------- | ---- |
| 1.        | 「すみれ September Love」    | 竜真知子  | 土屋昌巳  | 土屋昌巳  | 3:50 |
| 2.        | 「東京バレエ」(TOKYO BALLET) | 竜真知子  | 土屋昌巳  | 土屋昌巳  | 4:26 |
| 合計時間: | 合計時間:                    | 合計時間: | 合計時間: | 合計時間: | 8:16 |

## スタッフ・クレジット
- レコード付属の歌詞カードに記載されたクレジットを参照[32]。

### 一風堂
- 土屋昌巳 – ボーカル、ギター、ベース
- 見岳章 – キーボード、ヴァイオリン
- 藤井章司 – ドラムス

### スタッフ
- 鋤田正義 – 写真撮影
- 須藤洋子 – スタイリスト
- 辰巳博英 – ヘアー&メイク・アップ

## チャート
| チャート         | 最高順位 | 登場週数 | 売上数   | 出典  |
| ---------------- | -------- | -------- | -------- | ----- |
| 日本（オリコン） | 2位      | 19回     | 45.2万枚 | [ 1 ] |

## リリース日一覧
| No. | 地域       | リリース日     | レーベル           | 規格            | カタログ番号 | 備考                                                                 |
| --- | ---------- | -------------- | ------------------ | --------------- | ------------ | -------------------------------------------------------------------- |
| 1   | 日本       | 1982年7月21日  | EPIC・ソニー       | 7インチレコード | 07・5H-130   |                                                                      |
| 2   | ヨーロッパ | 1982年         | エピック・レコード | 7インチレコード | EPCA2870     |                                                                      |
| 3   | 日本       | 2003年12月16日 | ブルボン           | 8センチCD       | TDDD 90377   | 食玩CD「J'sポップスの巨人たち 80'sポップス編」の付属品としてリリース |

## 収録アルバム
「すみれ September Love」
- 『LUNATIC MENU』（1982年）
- 『live and zen』（1984年） - ライブ・バージョンを収録。
- 『GOLDEN J-POP 1981-82 ベスト・ヒット集』（1997年）
- 『VERY BEST〜すみれSeptember Love』（1998年）
- 『青春歌年鑑'82 BEST30』（2000年）
- 『MAGIC VOX: IPPU‐DO ERA 1979–1984』（2006年） - 土屋のソロ・アルバム『RICE MUSIC』のボーナス・トラックとして収録。
- 『ESSENCE:THE BEST OF IPPU-DO』（2010年）
- 『RADIO FANTASY＋4』（2013年） - ボーナス・トラックとして収録。

「ルナティック・シャドウズ」
- 『MAGIC VOX: IPPU‐DO ERA 1979–1984』（2006年） - 土屋のソロ・アルバム『RICE MUSIC』のボーナス・トラックとして収録。
- 『RADIO FANTASY＋4』（2013年） - ボーナス・トラックとして収録。

## SHAZNAによるカバー
「すみれ September Love」は、日本のロックバンドであるSHAZNAの楽曲。
1997年10月8日にBMG JAPANから2枚目のシングルとしてリリースされた。一風堂の楽曲「すみれ September Love」をカバーした作品であり、テレビ朝日系バラエティ番組『ビートたけしのTVタックル』（1989年 - ）において1997年10月から12月までのエンディングテーマとして使用された。
SHAZNAによるカバーを収録したシングル盤はオリコンシングルチャートにおいて初登場第2位を記録し登場回数は18回で、売り上げ枚数は67万枚となった。この売り上げ枚数はSHAZNAのシングル売上ランキングにおいてデビュー曲「Melty Love」（1997年）に次ぐ第2位となっている。また後にリリースされたファースト・アルバム『GOLD SUN AND SILVER MOON』（1998年）にはアルバムバージョンとして収録され、土屋昌巳がギターソロを担当している。本作のヒットを受け、一風堂および作曲者である土屋のソロ楽曲を収録したベスト・アルバム『VERY BEST〜すみれSeptember Love』（1998年）がリリースされることになった。
後にロックバンドであるメガマソがIZAMとのコラボレーションによるカバーをアルバム『Loveless, more Loveless』（2011年）に収録しており、また同アルバムは土屋がプロデュースを担当している。

### シングル収録曲
- CD付属の歌詞カードに記載されたクレジットを参照[37]。

| #         | タイトル                                      | 作詞      | 作曲      | 編曲                       | 時間  |
| --------- | --------------------------------------------- | --------- | --------- | -------------------------- | ----- |
| 1.        | 「すみれ September Love」                     | 竜真知子  | 土屋昌巳  | 佐藤宣彦、山口一久、SHAZNA | 4:42  |
| 2.        | 「C'est la vie」                              | IZAM      | A・O・I   | 坂井紀雄、山口一久、SHAZNA | 5:19  |
| 3.        | 「すみれ September Love (Non Vocal Version)」 |           | 土屋昌巳  | 佐藤宣彦、山口一久、SHAZNA | 4:43  |
| 4.        | 「C'est la vie (Non Vocal Version)」          |           | A・O・I   | 坂井紀雄、山口一久、SHAZNA | 5:15  |
| 合計時間: | 合計時間:                                     | 合計時間: | 合計時間: | 合計時間:                  | 19:59 |

### スタッフ・クレジット
- CD付属の歌詞カードに記載されたクレジットを参照[37]。

#### SHAZNA
- IZAM – ボーカル
- A・O・I – ギター
- NIY – ベース

#### スタッフ
- 佐藤宣彦 – サウンド・プロデューサー
- 坂井紀雄 – サウンド・プロデューサー
- 山口一久 – サウンド・プロデューサー
- 上田健一郎 – レコーディング・エンジニア
- 太田那東教 – ミキシング・エンジニア
- 藤井陽一郎 – アート・ディレクション
- 阪上正敏 – プロデューサー、ビジュアル・コンセプト
- SHAZNA – プロデューサー、ビジュアル・コンセプト

### 収録アルバム
「すみれ September Love」
- 『GOLD SUN AND SILVER MOON』（1998年）
- 『BEST ALBUM 1993 2000 OLDIES』（2000年）
- 『SINGLE BEST SHAZNA & IZAM』（2007年）

「C'est la vie」
- 『BEST ALBUM 1993 2000 OLDIES』（2000年）